# Saint-Nicolas-des-Bois (Manche)
Pour les articles homonymes, voir Saint-Nicolas-des-Bois.
Saint-Nicolas-des-Bois est une commune française, située dans le département de la Manche en région Normandie, peuplée de 92 habitants.

## Géographie

### Hydrographie
La commune est située dans le bassin Seine-Normandie. Elle est drainée par le Bieu, le ruisseau du Pont Davy, le fossé 05 de la Faverie et divers autres petits cours d'eau,.
Le Bieu, d'une longueur de 15 km, prend sa source dans la commune de La Chapelle-Cécelin et se jette  dans la Sée à Vernix, après avoir traversé dix communes. 

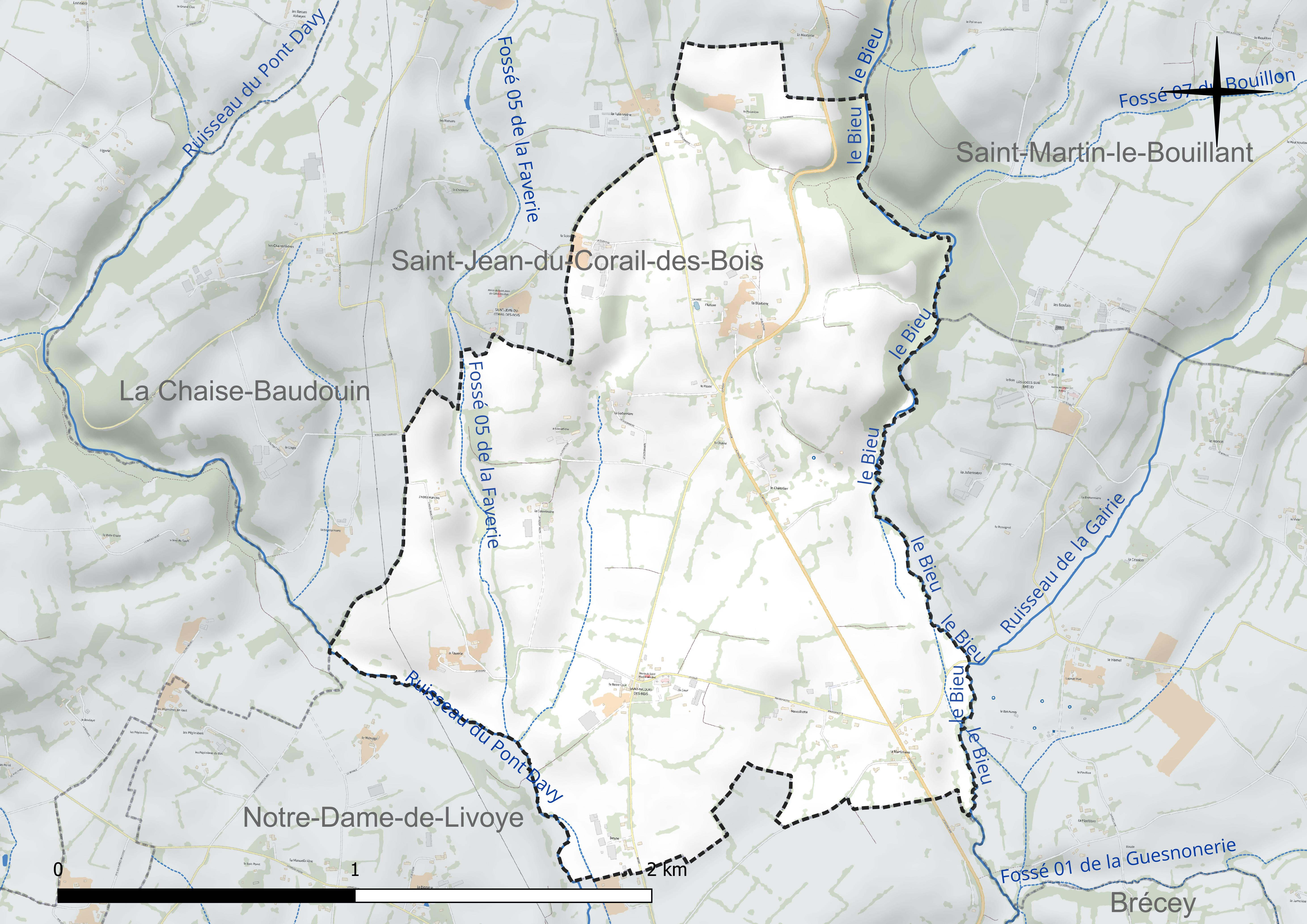
Réseau hydrographique de Saint-Nicolas-des-Bois.

### Climat
Pour des articles plus généraux, voir Climat de la Normandie et Climat de la Manche.
En 2010, le climat de la commune est de type climat océanique franc, selon une étude du CNRS s'appuyant sur une série de données couvrant la période 1971-2000. En 2020, Météo-France publie une typologie des climats de la France métropolitaine dans laquelle la commune est exposée à un climat océanique et est dans la région climatique  Normandie (Cotentin, Orne), caractérisée par une pluviométrie relativement élevée (850 mm/a) et un été frais (15,5 °C) et venté. Parallèlement le GIEC normand, un groupe régional d’experts sur le climat, différencie quant à lui, dans une étude de 2020, trois grands types de climats pour la région Normandie, nuancés à une échelle plus fine par les facteurs géographiques locaux. La commune est, selon ce zonage, exposée à un « climat contrasté des collines », correspondant au Bocage normand, bien arrosé, voire très arrosé sur les reliefs les plus exposés au flux d’ouest, et frais en raison de l’altitude.
Pour la période 1971-2000, la température annuelle moyenne est de 10,7 °C, avec une amplitude thermique annuelle de 12,3 °C. Le cumul annuel moyen de précipitations est de 957 mm, avec 14 jours de précipitations en janvier et 8,8 jours en juillet. Pour la période 1991-2020, la température moyenne annuelle observée sur la station météorologique la plus proche, située sur la commune de Saint-Hilaire-du-Harcouët à 21 km à vol d'oiseau, est de 11,5 °C et le cumul annuel moyen de précipitations est de 929,5 mm,. Pour l'avenir, les paramètres climatiques de la commune estimés pour 2050 selon différents scénarios d’émission de gaz à effet de serre sont consultables sur un site dédié publié par Météo-France en novembre 2022.

## Urbanisme

### Typologie
Au 1er janvier 2024, Saint-Nicolas-des-Bois est catégorisée commune rurale à habitat très dispersé, selon la nouvelle grille communale de densité à sept niveaux définie par l'Insee en 2022.
Elle est située hors unité urbaine et hors attraction des villes,.

### Occupation des sols
L'occupation des sols de la commune, telle qu'elle ressort de la base de données européenne d’occupation biophysique des sols Corine Land Cover (CLC), est marquée par l'importance des territoires agricoles (94,8 % en 2018), une proportion identique à celle de 1990 (94,8 %). La répartition détaillée en 2018 est la suivante : zones agricoles hétérogènes (49,8 %), prairies (45 %), forêts (5,2 %). L'évolution de l’occupation des sols de la commune et de ses infrastructures peut être observée sur les différentes représentations cartographiques du territoire : la carte de Cassini (XVIIIe siècle), la carte d'état-major (1820-1866) et les cartes ou photos aériennes de l'IGN pour la période actuelle (1950 à aujourd'hui).

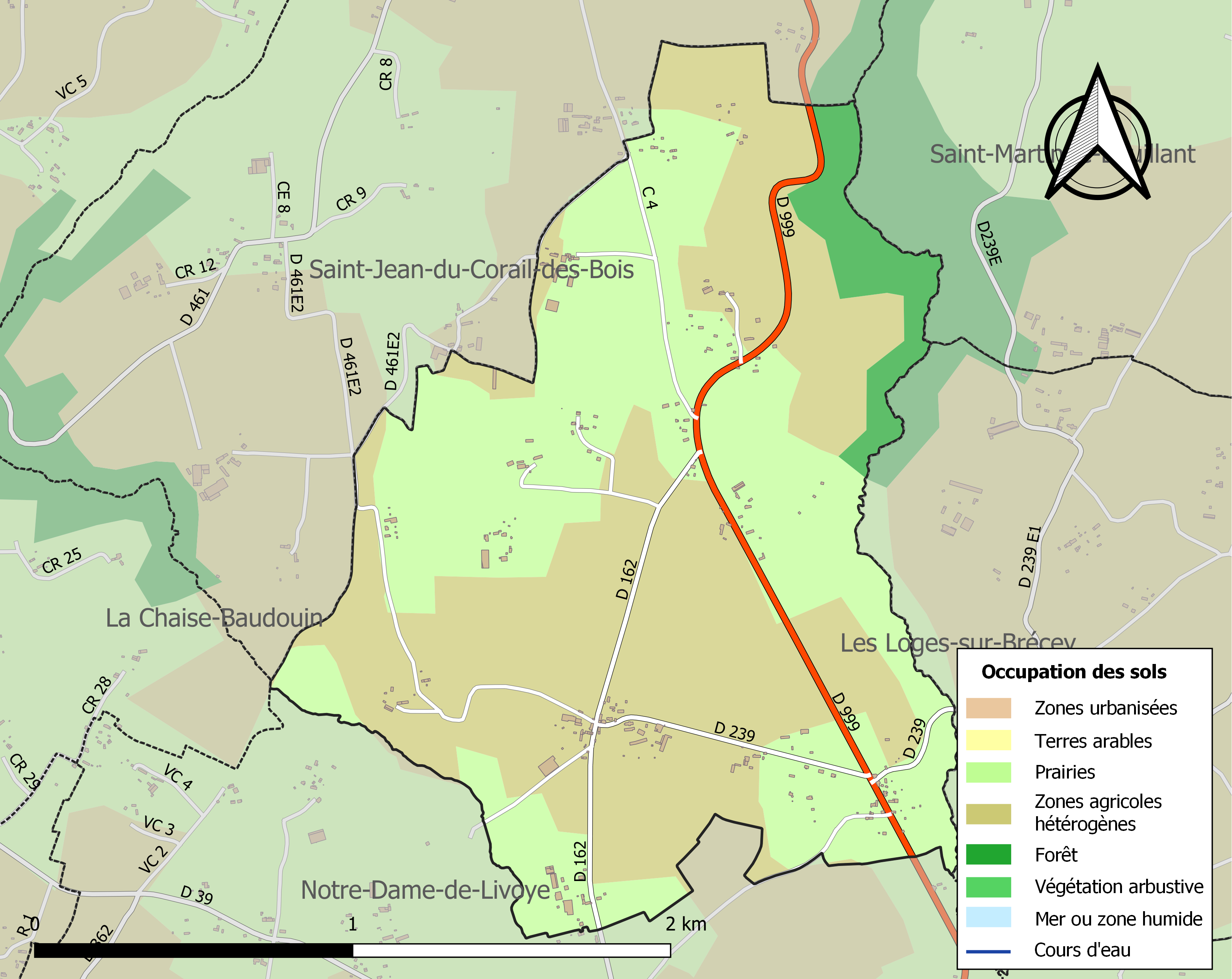
Carte des infrastructures et de l'occupation des sols de la commune en 2018 (CLC).

## Toponymie
Le nom de la localité est attesté sous la forme Sancto Nicholao de Bosco Baudoin en 1369 et 1370.
Le déterminatif est très probablement emprunté au nom de Baudouin de Meules qui, vers 1066, donna à la Trinité de Caen une portion de la forêt d'Avranchin. Le Bois Baudouin serait donc, probablement, à identifier avec la forêt d'Avranchin.
Saint Nicolas désigne plusieurs saints du christianisme dont le plus célèbre est saint Nicolas de Myre.
Le toponyme garde le souvenir d'une zone forestière, Bois Baudouin partie de l'ancienne forêt d'Avranchin dans laquelle se situe Saint-Nicolas-des-Bois.

## Politique et administration
| Période                                  | Période    | Identité       | Étiquette | Qualité                     |
| ---------------------------------------- | ---------- | -------------- | --------- | --------------------------- |
| 1840                                     | 1881       | Paul de Besne  |           | Docteur en médecine         |
|                                          |            |                |           |                             |
| juin 1995                                | avril 2014 | Marc Rubé      | SE        | Agriculteur Maire honoraire |
| avril 2014                               | En cours   | Béatrice Poret | SE        | Artisan                     |
| Les données manquantes sont à compléter. |            |                |           |                             |

## Démographie
L'évolution du nombre d'habitants est connue à travers les recensements de la population effectués dans la commune depuis 1793. Pour les communes de moins de 10 000 habitants, une enquête de recensement portant sur toute la population est réalisée tous les cinq ans, les populations de référence des années intermédiaires étant quant à elles estimées par interpolation ou extrapolation. Pour la commune, le premier recensement exhaustif entrant dans le cadre du nouveau dispositif a été réalisé en 2007.
En 2022, la commune comptait 92 habitants, en stagnation par rapport à 2016 (Manche : −0,31 %, France hors Mayotte : +2,11 %).
| 1793 | 1800 | 1806 | 1821 | 1831 | 1836 | 1841 | 1846 | 1851 |
| ---- | ---- | ---- | ---- | ---- | ---- | ---- | ---- | ---- |
| 344  | 319  | 383  | 377  | 314  | 340  | 314  | 311  | 304  |

| 1856 | 1861 | 1866 | 1872 | 1876 | 1881 | 1886 | 1891 | 1896 |
| ---- | ---- | ---- | ---- | ---- | ---- | ---- | ---- | ---- |
| 317  | 295  | 287  | 284  | 272  | 267  | 253  | 240  | 254  |

| 1901 | 1906 | 1911 | 1921 | 1926 | 1931 | 1936 | 1946 | 1954 |
| ---- | ---- | ---- | ---- | ---- | ---- | ---- | ---- | ---- |
| 250  | 250  | 244  | 189  | 187  | 168  | 168  | 194  | 173  |

| 1962 | 1968 | 1975 | 1982 | 1990 | 1999 | 2006 | 2007 | 2012 |
| ---- | ---- | ---- | ---- | ---- | ---- | ---- | ---- | ---- |
| 163  | 147  | 144  | 115  | 119  | 105  | 114  | 115  | 106  |

| 2017 | 2022 | - | - | - | - | - | - | - |
| ---- | ---- | - | - | - | - | - | - | - |
| 86   | 92   | - | - | - | - | - | - | - |

## Lieux et monuments
- Église Saint-Nicolas (XIe – XVIIIe siècles) avec son clocher-porche identique à celui de Saint-Georges-de-Livoye. Sous le porche est conservé le panneau de l'ancienne porte, dit des inventaires, fracturé à la hache lors de l'inventaire du mobilier en 1906 et qui témoigne de la séparation de l'Église et de l'État.

L'édifice abrite un bas-relief de la Crucifixion du XVe, un retable en bois du XVIIIe remanié en 1829 et 1903, sainte Anne et la Vierge, une console du XIXe, une verrière du XXe de Charles Lorin et à l'entrée une pierre tombale datée de 1698.
- Calvaire du XIXe siècle et croix de cimetière du XVIe siècle avec à ses pieds deux pierres tombales 1762 et 1783 d'anciens curés du village.
- Ancien presbytère du XVIIIe siècle (1770) face à l'église, doté d'un cadran solaire.
- Manoir du Logis (XVe – XVIIIe siècles). Il fut notamment la possession de Malo-Guillaume Martin du Perron (1740-1825), ancien officier de marine et député aux états généraux de 1789[27].

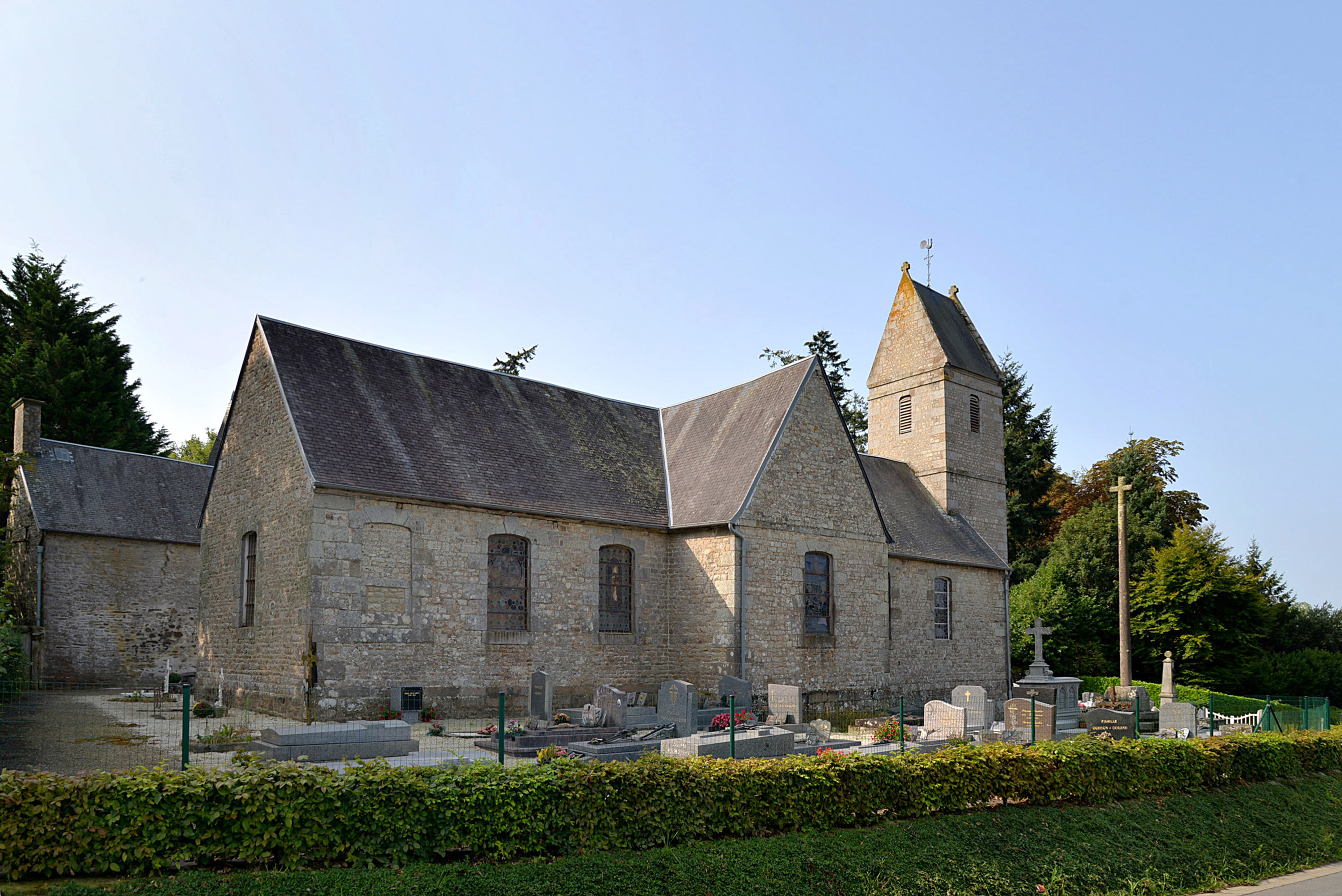
L’église Saint-Nicolas. Vue nord-est.
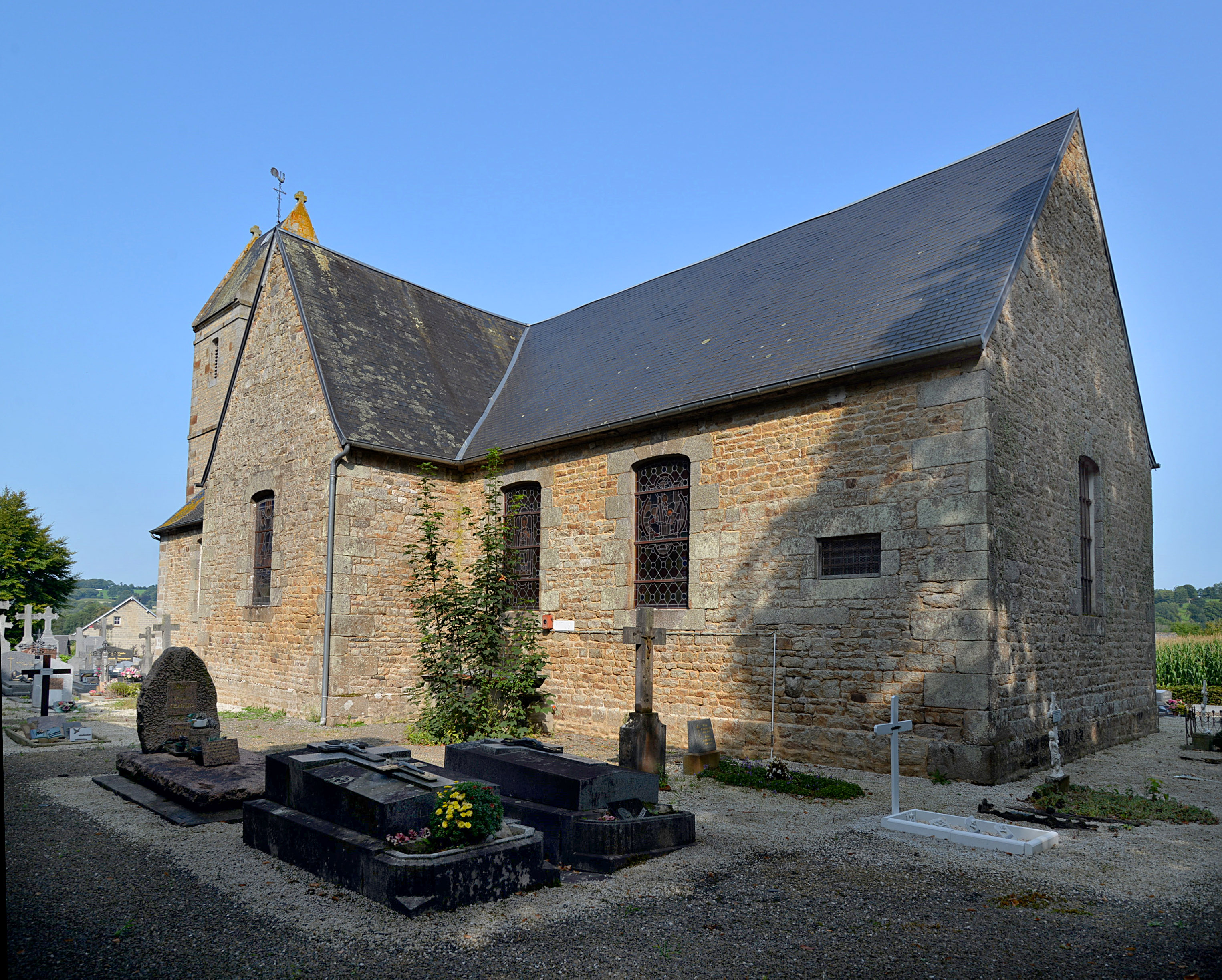
L’église Saint-Nicolas. Vue sud-est.
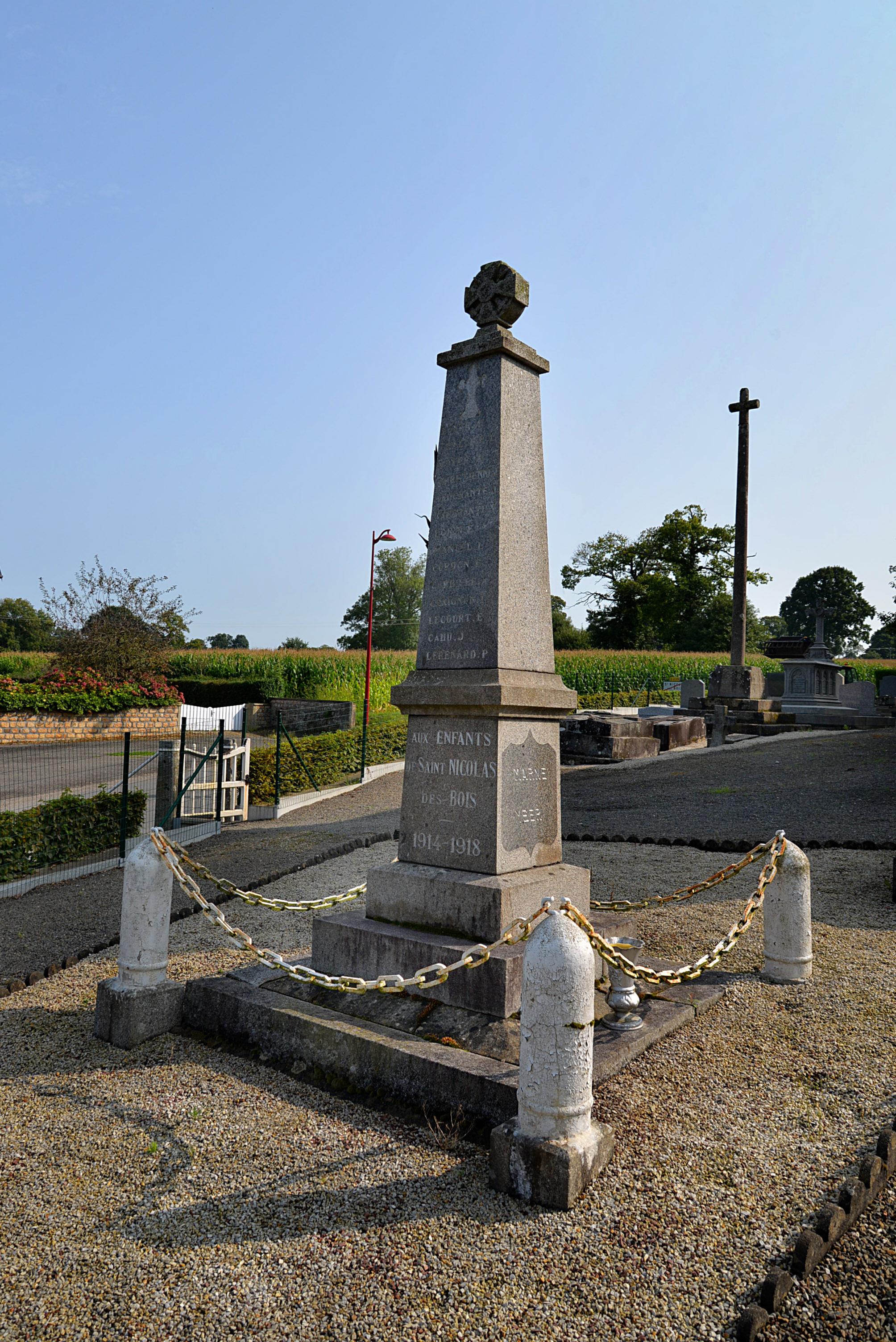
Le monument aux morts.